# Compagnie des Charbonnages de Vendin-lez-Béthune
La Compagnie des Charbonnages de Vendin-lez-Béthune est une compagnie minière qui a exploité la houille à Vendin-lès-Béthune dans le bassin minier du Nord-Pas-de-Calais. Elle est créée le 1er février 1912 et exploite la concession de Vendin, auparavant exploitée par la Compagnie des mines de Vendin jusqu'à l'inondation de ses deux fosses en 1900.
La compagnie creuse deux puits sur le territoire de Vendin-lès-Béthune, la fosse commence à produire en 1913. Durant la Première Guerre mondiale, la compagnie participe à l'effort de guerre et avec l'aide des mineurs des concessions envahies, elle décuple sa production. Les chevalements sont bombardés en 1918, puis les travaux souterrains sont inondés car la centrale de Chocques a été bombardée. 
Le gisement épuisé, la compagnie abandonne la fosse en 1930 pour tenter d'exploiter le bassin du Boulonnais, où elle rachète la Société de Ferques et d'Hardinghen. Elle reprend l'exploitation de la fosse d'Élinghen et y monte le chevalement métallique provenant de sa fosse de Vendin. La société est dissoute en 1932. La fosse, abandonnée, est reprise et dénoyée en 1942 par la Compagnie Nationale des Carburants. Nationalisée en 1946 et intégrée au Groupe d'Auchel, la fosse recommence à produire en 1948, mais ferme définitivement en novembre 1949.

## Historique

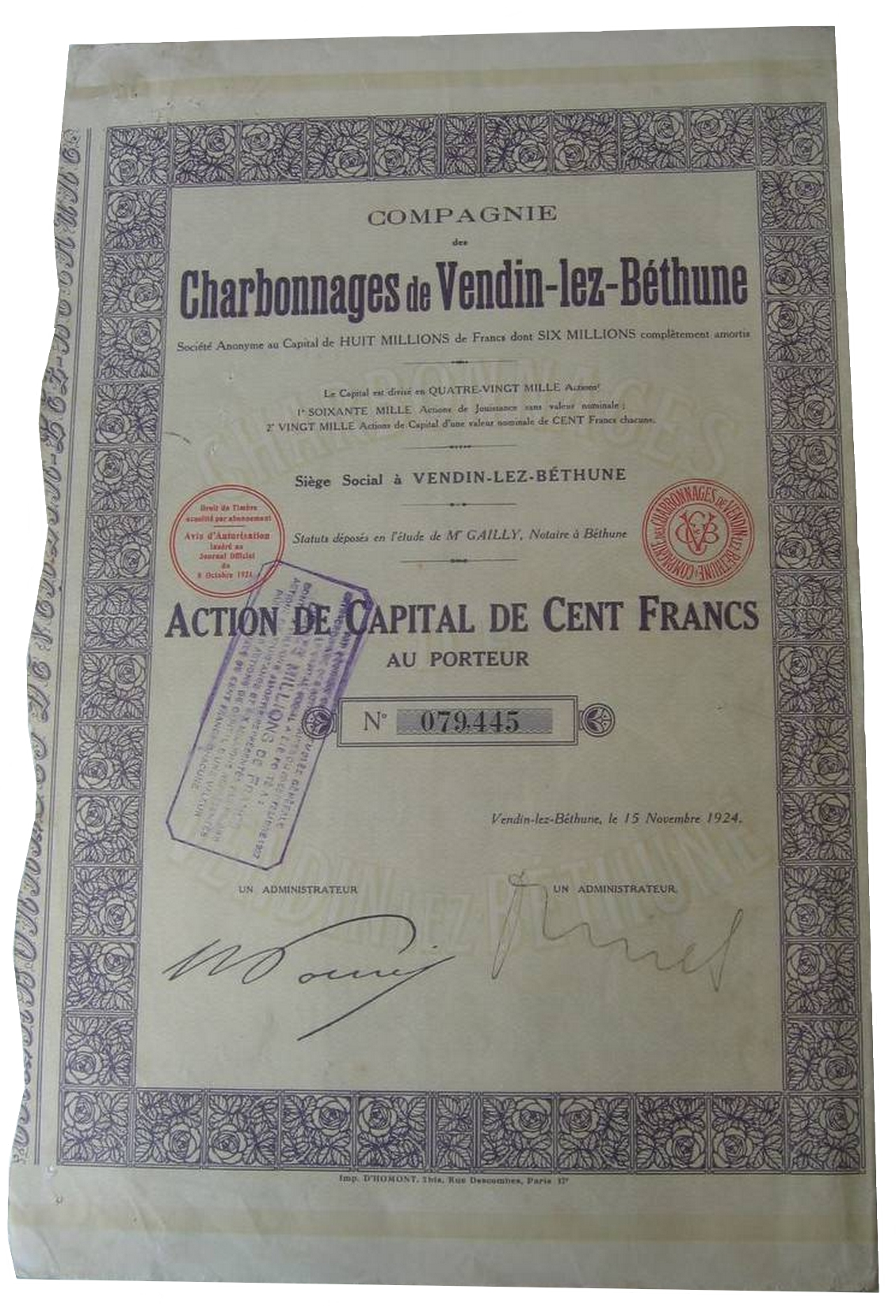
Action de 100 francs datant de 1924.

La Compagnie des Charbonnages de Vendin-lez-Béthune est constituée le 1er février 1912. Elle fonce deux nouveaux puits sur le territoire de Vendin-lès-Béthune, des recettes sont aménagées aux étages de 285 et 315 mètres. La fosse produit seulement 20 000 tonnes en 1913, date de son ouverture.
La Première Guerre mondiale éclate. La compagnie est en zone non occupée, aussi elle augmente sa production pour participer à l'effort de guerre, les effectifs sont renforcés par du personnel provenant des concessions occupées, et la compagnie produit 298 175 tonnes en 1917. Elle décuple ainsi sa production en trois ans. Lors de la poussée allemande en avril 1918, les Anglais installent leur artillerie à proximité de la fosse. Les chevalements sont détruits par les tirs de l'armée allemande. La centrale de Chocques est elle aussi atteinte par les obus. Les pompes d'exhaure ne peuvent plus fonctionner, et les galeries sont inondées. Avant la fin de la guerre, les dégâts sont réparés, et la fosse produit 13 000 tonnes par mois. L'épuisement prématuré du gisement s'explique par ce rendement très élevé. 
La Compagnie des Charbonnages de Vendin-lez-Béthune cesse en 1930 toute activité dans la commune et achète pour 3 500 000 francs la Société de Ferques et d'Hardinghen, dans le Bassin du Boulonnais,.

## Les fosses

### Fosseno1 - 1 bis de Vendin
Puits no 1
50° 32′ 24″ N, 2° 35′ 53″ E
Puits no 1 bis
50° 32′ 24″ N, 2° 35′ 53″ E

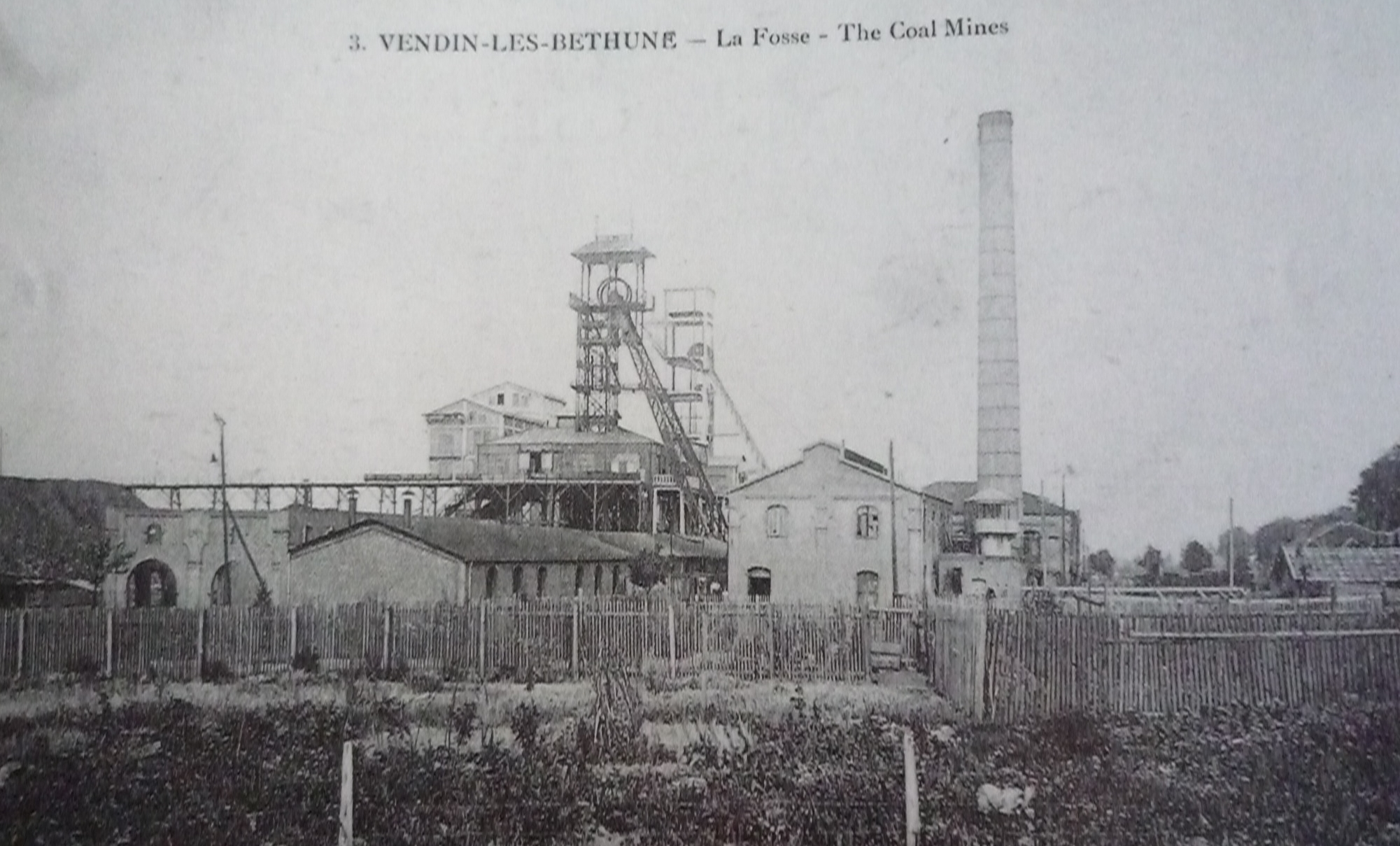
Vue d'ensemble de la fosse vers 1925.

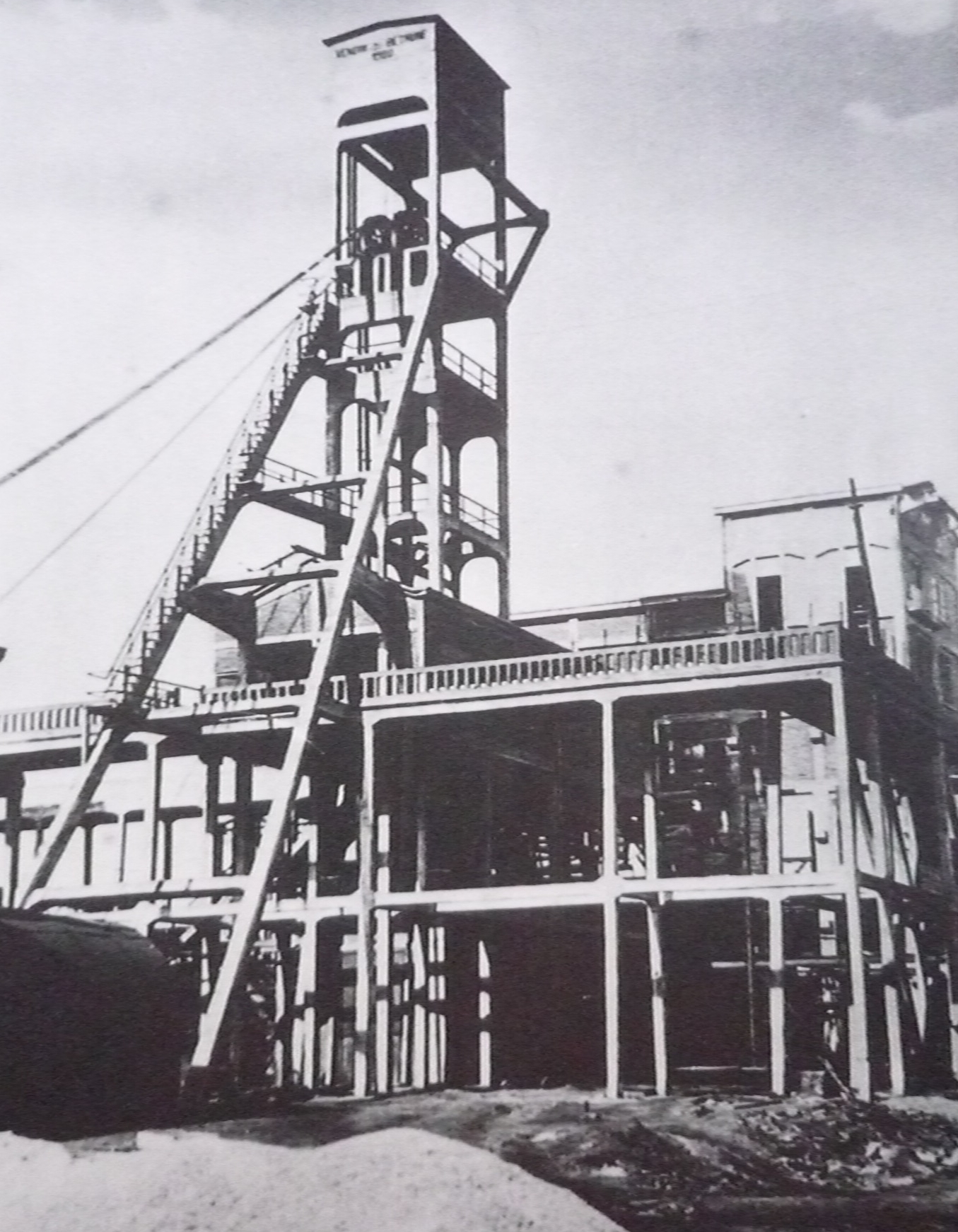
Le chevalement en béton.

Les deux puits sont creusés à Vendin-lès-Béthune.

### Fosse d'Élinghen
Puits n° 1 d'Élinghen
50° 49′ 11″ N, 1° 46′ 25″ E

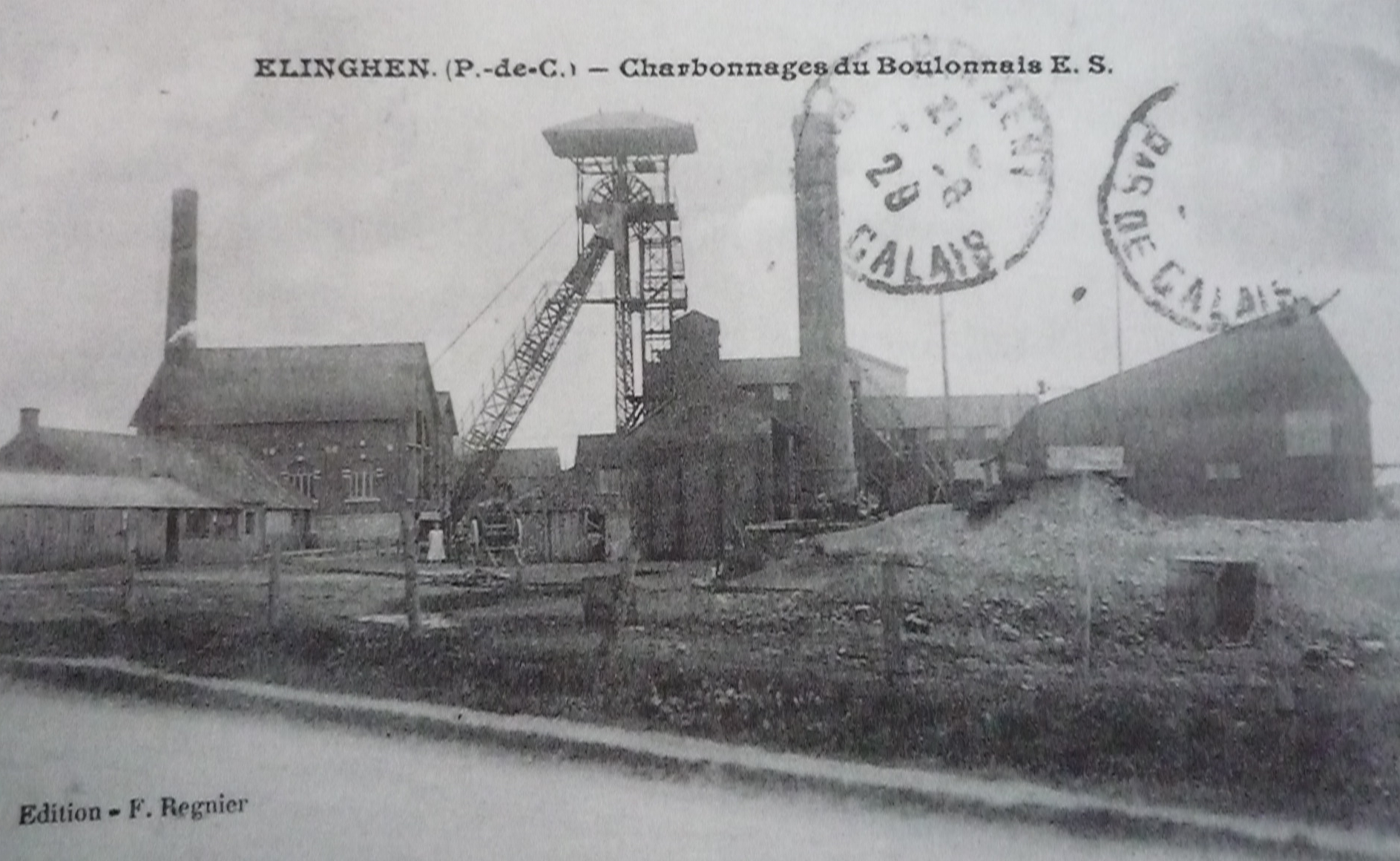
La fosse n° 1 en 1925.

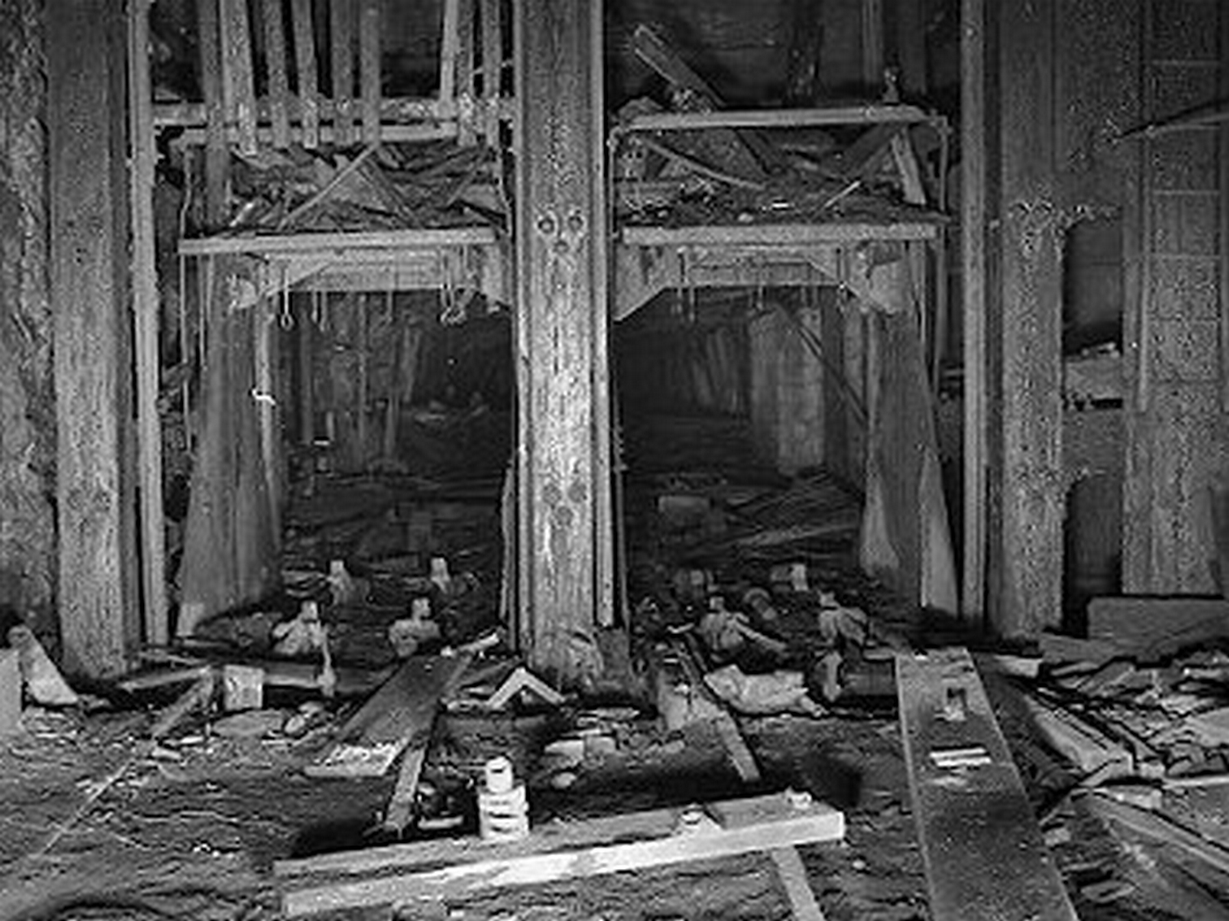
Le dénoyage de la recette du fond en 1942.

La fosse d'Élinghen est la dernière tentative d'exploiter le bassin houiller du Boulonnais. En 1919, la Société Métallurgique de l'Ariège fonce deux puits à Réty qui commencent l'exploitation du gisement tourmenté en 1922, dont le charbon est de piètre qualité. En 1929, des incendies dans les fronts de taille obligent la société à cesser les travaux. 
En 1930, La Compagnie des Charbonnages de Vendin-lès-Béthune, qui a racheté la fosse, installe un grand chevalement métallique provenant de sa fosse de Vendin, fermée dans l'année. La production est très faible, la société est dissoute en 1932. En 1942, la Compagnie Nationale des Carburants rachète la concession et entreprend, en y mettant des moyens importants, le dénoyage et la réfection des installations du fond. En 1946, la société est nationalisée, la fosse intègre le Groupe d'Auchel et les besoins en charbon font reprendre l'extraction en 1948 qui s'arrête définitivement en novembre 1949.
Le puits no 1 profond de 413 mètres est remblayé. Les installations de surface sont démantelées mais il subsiste deux bâtiments et la cheminée.
Puits n° 2 d'Élinghen
Ouvert en 1913, le puits no 2, profond de 403 mètres est serrementé en 1950.